# You and I (сборник Джеффа Бакли)
You and I (рус. Ты и я) — сборник американского музыканта Джеффа Бакли, выпущенный в США компанией Legacy Recordings в 2016 году.

## Об альбоме
В сборник вошли первые записи Бакли на лейбле Columbia, имевшие место в феврале 1993 года. За три дня Бакли записал около пяти часов материала, большую часть которого составили композиции, обработанные музыкантом ещё в ходе выступлений в кафе «Шине́й» — кавер-версии Led Zeppelin, The Doors, Эдит Пиаф, Sly and the Family Stone, Боба Дилана и The Smiths.
«Я не слышал его много», — вспоминает продюсер Стив Аддаббо, — «в конце концов, Интернета тогда не было. Когда я услышал, что Columbia подписала сына Тима Бакли, я подумал: „О, это интересно.“ Но когда он раскрыл рот, то просто поразил меня. Его голос, гитара. Такого я не ожидал».
По свидетельству матери Бакли, он звонил ей несколько раз посреди ночи, чтобы поделиться беспокойством о ходе сессии и опасениями быть уволенным.
You and I дебютировал на 58-й позиции Billboard 200, на 5-й в Top Rock Albums и покорил вершину Folk Albums. В первую неделю было продано 9000 копий альбома.

## Список композиций
| №   | Название                             | Автор(ы)                                   | Оригинальный исполнитель          | Длительность |
| --- | ------------------------------------ | ------------------------------------------ | --------------------------------- | ------------ |
| 1.  | «Just Like a Woman»                  | Боб Дилан                                  | Боб Дилан                         | 6:28         |
| 2.  | «Everyday People»                    | Слай Стоун                                 | Sly & the Family Stone            | 4:32         |
| 3.  | «Don't Let the Sun Catch You Cryin'» | Joe Greene                                 | Louis Jordan and His Tympany Five | 4:02         |
| 4.  | «Grace» (первая студийная запись)    | Джефф Бакли, Гэри Лукас                    | Джефф Бакли                       | 6:11         |
| 5.  | «Calling You»                        | Bob Telson                                 | Jevetta Steele                    | 4:59         |
| 6.  | «Dream of You and I»                 | Бакли                                      | Бакли                             | 4:30         |
| 7.  | «The Boy with the Thorn in His Side» | Джонни Марр, Моррисси                      | The Smiths                        | 3:34         |
| 8.  | «Poor Boy Long Way from Home»        | нар.                                       | Букка Уайт                        | 6:02         |
| 9.  | «Night Flight»                       | Джон Пол Джонс, Джимми Пейдж, Роберт Плант | Led Zeppelin                      | 4:54         |
| 10. | «I Know It's Over»                   | Марр, Моррисси                             | The Smiths                        | 7:02         |